# Cantonul Guîtres
Cantonul Guîtres este un canton din arondismentul Libourne, departamentul Gironde, regiunea Aquitania, Franța.

## Comune
- Bayas
- Bonzac
- Guîtres (reședință)
- Lagorce
- Lapouyade
- Maransin
- Sablons
- Saint-Ciers-d'Abzac
- Saint-Denis-de-Pile
- Saint-Martin-de-Laye
- Saint-Martin-du-Bois
- Savignac-de-l'Isle
- Tizac-de-Lapouyade